# 18 Year Old Virgin
Pour plus de détails, voir Fiche technique et Distribution.
18 Year Old Virgin est un film américain réalisé par Tamara Olson, sorti en 2009. Il s'agit d'une production The Asylum. C'est un mockbuster du film 40 ans, toujours puceau de Judd Apatow.

## Synopsis
Katie Powers (Olivia May) a 18 ans. Elle est amoureuse de son camarade de classe, Ryan Lambert et espère avoir des relations sexuelles avec lui à la fête de fin d'études secondaires. Mais Ryan a pour principe de ne pas avoir de relations sexuelles avec des filles vierges. Katie étant vierge, elle cherche à perdre sa virginité avant la nuit de la fête.

## Fiche technique
- Titre français : 18 Year Old Virgin
- Réalisation : Tamara Olson
- Scénario : Naomi L. Selfman
- Photographie : Ben DeSousa
- Pays d'origine : États-Unis
- Genre : comédie
- Date de sortie : 2009

## Distribution
- Olivia Alaina May : Katie Powers
- Lauren Walsh (en) : Rose
- Dustin Fitzsimons (ar) : Buck
- Todd Leigh : Spencer
- Dustin Harnish : Ryan Lambert
- Karmen Morales : Chelsea
- Daniel Sykes : Jeremy

## Production

### Lieux de tournage
Le film a été tourné à Long Beach en Californie.